# Honoré (Vorname)
Honoré ist ein französischer männlicher Vorname.

## Herkunft und Bedeutung
Der Name Honoré ist die französische Form der lateinischen Namen Honoratus oder Honorius, die beide vom lateinischen honor = dt. Ehre abgeleitet sind. Damit bedeutet der Name der Geehrte, der Geschätzte, der Geachtete.

## Namensträger
- Honoré de Balzac (1799–1850), französischer Schriftsteller
- Honoré Barthélémy (1891–1964), französischer Radrennfahrer
- Honoré Beaugrand (1848–1906), kanadischer Politiker, Publizist, Journalist und Schriftsteller
- Honoré Blanc (1736–1801), französischer Büchsenmachermeister
- Honoré Bonnet (1919–2005), französischer Alpinskitrainer
- Honoré Bouvet (ca. 1345 – ca. 1410), Benediktiner, provenzalisch-französischer Schriftsteller und Philosoph
- Honoré Daumet (1826–1911), französischer Architekt
- Honoré Daumier (1808–1879), französischer Maler, Bildhauer, Grafiker und Karikaturist
- Honoré Fabri (* um 1608; † 1688), französischer Jesuit, Mathematiker, Astronom, Philosoph und Physiker
- Honoré Fragonard (1732–1799), französischer Anatom und Veterinär
- Honoré Jacquinot (1815–1887), französischer Arzt, Chirurg und Naturforscher
- Honoré Mercier (1840–1894), kanadischer Politiker, Journalist und Rechtsanwalt
- Honoré Muraire (1750–1837), französischer Jurist und Politiker
- Honoré Pons (1773–1851), französischer Uhrmachermeister, Erfinder und Unternehmer
- Honoré Gabriel de Riqueti, comte de Mirabeau (1749–1791), französischer Politiker, Schriftsteller und Publizist
- Honoré Sausse (1891–1936), französischer Bildhauer
- Honoré d’Urfé (1567–1625), französischer Offizier, Höfling und Schriftsteller
- Honoré Wagner (1921–1965), luxemburgischer Pilot und Autorennfahrer